# Japanischer Pavillon (Cottbus)

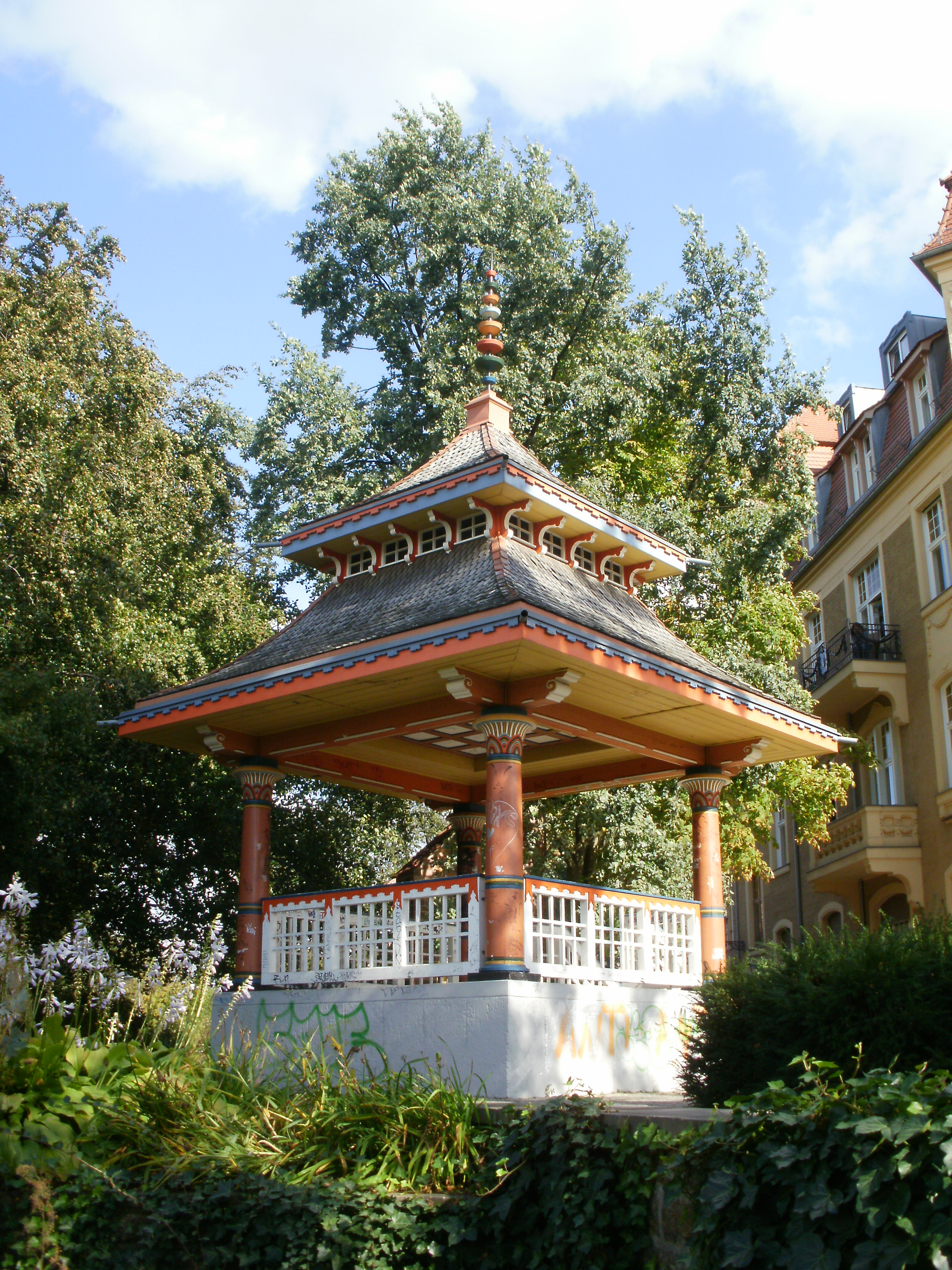
Japanischer Pavillon in Cottbus (2011)

Der Japanische Pavillon ist ein Teehaus in der Stadt Cottbus in Brandenburg. Es befindet sich in der Töpferstraße im Stadtteil Mitte, südwestlich des Puschkinparks. Das Bauwerk ist als Baudenkmal in der Denkmalliste des Landes Brandenburg eingetragen.

## Architektur und Geschichte

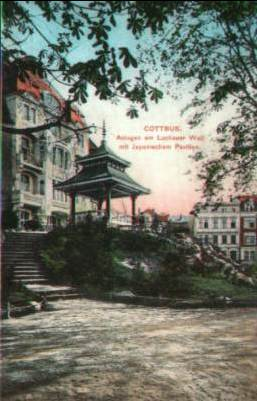
Teehäuschen auf einer Postkarte mit Gestaltung vor 1961

Der Pavillon befindet sich an der nordwestlichen Ecke der historischen Cottbuser Stadtbefestigung. Bis 1906 befand sich an dieser Stelle am Luckauer Wall ein als „Töpferturm“ bezeichnetes Weichhaus. Ab der zweiten Hälfte des 19. Jahrhunderts wurden dort eine parkähnliche Anlage gestaltet, Findlinge verteilt und Terrassen angelegt. Der Japanische Pavillon wurde im Jahr 1906 nach einem Entwurf des Architekten und Baurates Arno Pasig durch die Baufirma Alfred Simon errichtet. Die Grüngestaltung übernahm der Cottbuser Stadtgartendirektor Julius Kurfeß. Er entstand im Nachgang der Berliner Gewerbeausstellung aus dem in der Folgezeit gewachsenen Interesse an ostasiatischer Architektur und ist eines von wenigen Gebäuden dieser Art in Brandenburg, die bis heute erhalten sind.
Am 26. November 1906 konnte der Pavillon eingeweiht werden. Im Ersten Weltkrieg wurde der Pavillon beschädigt, weshalb im Jahr 1920 erstmals Instandsetzungsmaßnahmen an dem Bauwerk vorgenommen wurden. Um 1961 erhielt der Pavillon eine neue Umfassungsmauer, des Weiteren wurden die früheren Treppen und Findlinge entfernt und die Grünanlage neu gestaltet. Anfang der 1980er Jahre kam es erneut zu einer Umgestaltung der Bepflanzung, wobei nun Pflanzen aus dem südostasiatischen Raum gepflanzt wurden. Die letzte größere Restaurierung des Japanischen Pavillons erfolgte im Jahr 2001. Im April 2021 wurde das Bauwerk durch einen Brand leicht beschädigt.

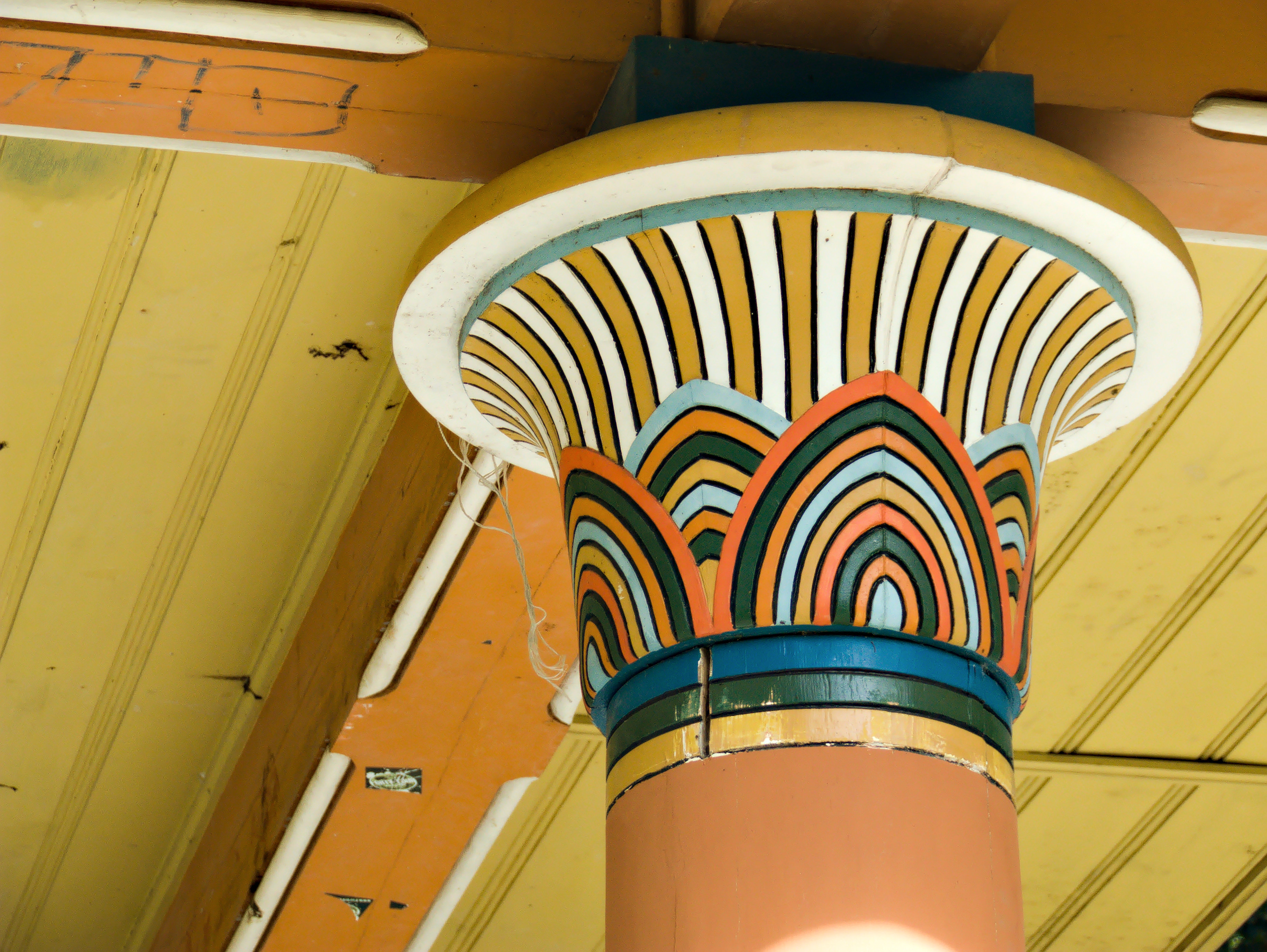
Kapitell einer Stütze am Pavillon (2019)

Der Pavillon steht auf einem quadratischen Sockel mit sechs Stufen als Zugang an der Ostseite. Der Boden ist mit inzwischen beschädigten verschiedenfarbigen Fliesen belegt. Das im Stil einer Pagode gestaltete, zweistufige und weit ausschwingende Dach war ursprünglich mit Holzschuppen aus Espenholz belegt, diese Eindeckung wurde zu DDR-Zeiten durch Preolitschindeln aus Duroplast ersetzt. Gestützt wird das Dach von vier massiven Säulen, die holzimitierend angestrichen sind. Die Kapitelle sind mit Palmettenornamenten verziert.